# Lagerbygninger i Sverige
Lagerbygninger i Sverige (svensk: Lagerhus i Sverige) var et svensk statsligt program til opførelse af ni lagerbygninger, der skulle opbevare korn i slutningen og umiddelbart efter første verdenskrig. De ni lagerbygninger blev stort set opført efter de samme tegninger.
To ud af de ni lagerbygninger er bevaret. Lagerbygningen i Vara, som er den eneste, der stadig er i drift, blev fredet i 2003 med mærket q. Lagerbygningen i Esløv blev i 2007 ombygget til beboelse.
Lagerbygningerne i Roma og Linkøping nedbrændte i hhv. 1970'erne og 1990'erne, mens lagerbygningerne i Eskilstuna og Østra Klagstorp blev revet ned i hhv. 1980'erne og begyndelsen af 1990'erne. Helt frem til 1999-2000 lod Svenska Lagerhus lagerbygningerne i Åstorp og Tomelilla rive ned. Lagerbygningen i Hallsberg blev revet ned i marts 2013.

## Historie
I 1916, under første verdenskrig, blev der nedsat en kommission; Lager- och kylhuskommittén (dansk: Lager- og frysehuskommisionen) ledet af professor Carl Forsell. Kommissionens arbejde resulterede i, at der blev opført to frysehuse i Malmø og Hallsberg, samt at den svenske stat i årene 1917-19 opførte ni kornlagerbygninger, der skulle uddeles ved akut mangel på korn i Sverige. Formålet var at skabe en sikker forsyning og et så retfærdigt marked, som det var muligt. Placeringerne blev besluttet af de kornproducerende landmænd, men skulle ligge i nærheden af jernbanenettet samt at afstanden til kysten skulle være så stor, at lagerbygningerne ikke skulle kunne nås af artilleri.
Det var oprindeligt tiltænkt, at ordningen med opbevaring af korn, skulle ophøre ved krigens afslutning. Det blev dog i stedet omdannet til et statsligt kontrolorgan, der skulle føre opsyn og udarbejde kontrakter med møllerne, der skulle fastsætte en pris på kornet. Statens Lagerhus- och fryshusstyrelse (dansk: Statens Lager- og frysehusbygningstyrelse) forvaltede de ni lagerbygninger. I begyndelsen af 1930'erne blev enkelte lagerbygninger overtaget af Kooperativa lantmannaföreningar (dansk: Sammenslutningen af landbrugsorganisationer), mens de resterende forblev på statens hænder. Efter afslutningen på anden verdenskrig blev styrelsen nedlagt, hvorefter lagerbygningerne blev solgt til Svenska Spannmålsaktiebolaget (dansk: Svensk Kornselskab), der i 1954 blev omdøbt til Svenska Lagerhus AB. Selskabet vigtigste mål var, at man skulle sikre en vis mængde fødevarer, hvis der skulle opstå en nødsituation. I 2001 besluttede det svenske parlament, at man ville skære ned på beredskabet.

## Liste over de ni lagerbygninger
- Lagerbygningen i Esløv blev i 2007 ombygget til beboelse.
- Lagerbygningen i Vara er stadig i drift.
- Lagerbygningen i Hallsberg var ejet af Svenska Lagerhus AB frem til 1990, hvorefter det har været på flere private hænder. Bygningen var generelt i dårlig stand, især med flere sætnings- og fugtskader samt en brand i 2011.[1] I marts 2013 blev bygningen revet ned.
- Lagerbygningen i Roma på Gotland nedbrændte i 1970'erne.
- Lagerbygningen i Eskilstuna blev revet ned i 1980'erne.
- Lagerbygningen i Linkøping nedbrændte i 1990'erne.
- Lagerbygningen i Østra Klagstorp blev revet ned i begyndelsen af 1990'erne.
- Lagerbygningen i Åstorp blev revet ned i 1999.
- Lagerbygningen i Tomelilla blev revet ned i 2000.

## Arkitektur
Lagerbygningerne blev stort set alle opført efter tegninger af Carl Forsell og Erik Hubendick, begge professorer ved Kungliga Tekniska Högskolan i Stockholm. Lagerbygningen i Eskilstuna, der var den mindste af de ni, blev dog opført efter et noget andet princip. Lagerbygningen i Vara var den største lagebygning, der kunne opbevare op til 5.000 ton korn, mens de andre kunne opbevare omkring 4.000 ton. Den ydre udformning blev tegnet af arkitekten Gunnar Asplund.